# كيلت (ميزوري)
كيلت (بالإنجليزية: Celt)‏ هي إحدى المجتمعات الفردية (غير مصنفة) في ولاية ميزوري في الولايات المتحدة الأمريكية.